# Joaquín Olmos
Pour les articles homonymes, voir Olmos.
Joaquín Olmos (né le 15 septembre 1915 à Benicarló et mort le 22 février 2002 à Barcelone) est un coureur cycliste espagnol. Professionnel de 1939 à 1948, il a notamment remporté cinq étapes du Tour d'Espagne.

## Palmarès
- 1940
  - 2e du Tour d'Alava
- 1942
  - 15e étape du Tour d'Espagne
  - 1re étape du Tour de Catalogne (contre-la-montre par équipes)
  - 2e de Madrid-Valence
- 1944
  - GP Futbol de Sobremesa
  - 3e du championnat d'Espagne de cyclo-cross
- 1945
  - 7e et 19e étapes du Tour d'Espagne
  - GP Futbol de Sobremesa
  - 2e du championnat d'Espagne sur route
  - 2e du GP Pascuas
  - 3e du Trofeo del Sprint
- 1946
  - 1re étape du Tour d'Espagne
  - GP Futbol de Sobremesa
- 1947
  - 22e étape du Tour d'Espagne
  - Tour du Levant :
    - Classement général
    - 2e étape

  - 3e du Trofeo Masferrer
  - 5e du Tour d'Espagne
- 1948
  - 3e du Trofeo del Sprint

## Résultats sur le Tour d'Espagne
5 participations
- 1942 : 13e, vainqueur de la 15e étape
- 1945 : 12e, vainqueur des 7e et 19e étapes
- 1946 : 15e, vainqueur de la 1re étape,  leader pendant une journée
- 1947 : 5e, vainqueur de la 22e étape
- 1948 : abandon (18e étape)